# E. Iisakki Järvinen
E. Iisakki Järvinen, finski general, * 1896, † 1955.